# Muharib
Muharib (àrab: محارب, Muḥārib) és un conjunt de tribus àrabs, la més important de les quals és la dels Muhàrib ibn Khadafa ibn Qays Aylan del Hijaz. Altres tribus amb el mateix nom existiren al Hijaz, principalment els Muhàrib ibn Fihr.
La història dels Muhàrib abans de l'islam és desconeguda. Després es van oposar a Mahoma que els va combatre junt amb els Ghatafan. Progressivament van ser guanyats a l'islam al que es van sotmetre totalment el 632. A la Ridda es van revoltar, però foren reduïts. Van participar en la conquesta de l'Iraq i es van instal·lar a Kufa. Més tard es van traslladar a Síria i d'allí van anar a la península Ibèrica.